# Jean-Jacques Favier
Pour les articles homonymes, voir Favier.
Jean-Jacques Favier, né le 13 avril 1949 à Kehl (Allemagne) et mort le 19 mars 2023 à Albi, est un physicien et spationaute français.

## Biographie

### Formation
Jean-Jacques Favier étudie en classe préparatoire aux grandes écoles du lycée Kléber de Strasbourg avant d'intégrer l'École nationale supérieure d'électrochimie et d'électrométallurgie de Grenoble (ENSEEG) en 1971. Il obtient un doctorat en ingénierie de l'École des mines de Paris ainsi qu'un doctorat en physique et métallurgie de l'université Joseph-Fourier - Grenoble 1 en 1977.

### Spationaute
Le 20 juin 1996, Jean-Jacques Favier réalise un unique vol en tant que spécialiste de charge utile, lors de la mission STS-78 à bord du module habitable de Spacelab embarqué sur la navette Columbia. Son vol dure 16 jours et 21 heures.

### Autres activités
En 2009, Jean-Jacques Favier cofonde avec le responsable des systèmes d'information spatiaux du Centre national d'études spatiales (CNES) Jean-Pierre Antikidis — rejoint bientôt par Michel Courtois (concepteur de SPOT) et Bernard Plano (créateur de Matra Systèmes Information) — la start-up Blue Planet. Blue Planet est une spin off du CNES adossée à deux projets : e-Corce (présenté lors de la conférence astronautique internationale de 2009 à Hyderabad) puis v-Globe (qui introduit depuis 2016 la jonction innovante du cloud computing avec le NewSpace). Ces sujets sont avant-gardistes, précurseurs d’une période qui va démocratiser l’orbite basse et permettre l’observation civile de la planète de façon industrielle et systématique grâce à une constellation de satellites originaux à très larges champs dont les fondamentaux résultent de travaux ayant associés sous l'impulsion de Jean-Jacques Favier, le CNES, l'IGN, l'INRIA, Orange Labs, Esri et Google.
Jean-Jacques Favier est lauréat de la fondation Zellidja en 1970 et parrain de la promotion Katherine Johnson de l'INSA Strasbourg.
En septembre 2019, il est présent aux Açores comme ambassadeur du projet de développement durable The Elémen'Terre Project, aux côtés de Marie Tabarly et Théo Sanson. Le thème abordé est « L'exploration est-elle vectrice de progrès ? ».

### Mort
Jean-Jacques Favier meurt le 19 mars 2023 à Albi à l'âge de 73 ans. Sixième Français à être allé dans l'espace, il devient le premier d'entre eux à disparaître,,.

## Décorations et honneurs
- 1996 : Chevalier de la Légion d'honneur[9] ;
- 1996 : NASA Space Flight Medal.